# Carlo Martelli
Pour les articles homonymes, voir Martelli.
Carlo Martelli est un compositeur anglais de musique classique. Il est né à Londres en 1935 dans une famille de la classe ouvrière. Il est devenu un jeune compositeur célèbre dans tout le Royaume-Uni durant son adolescence.
Comme un jeune compositeur, Martelli a probablement eu le plus grand succès auprès de tous ceux de sa génération (qui comprend Maxwell Davies, Harrison Birtwistle et Richard Rodney Bennett).